# Piccola debilis
Piccola debilis är en mångfotingart som först beskrevs av Carl Graf Attems 1953.  Piccola debilis ingår i släktet Piccola och familjen orangeridubbelfotingar. Inga underarter finns listade i Catalogue of Life.